# 슈탐하임 - 더 바더-마인호프 갱 온 트라이얼
슈탐하임 - 더 바더-마인호프 갱 온 트라이얼(Stammheim - Die Baader-Meinhof-Gruppe vor Gericht, Stammheim - The Baader-Meinhof Gang on Trial)은 독일(구 서독)에서 제작된 라인하르트 하우프 감독의 1986년 범죄, 드라마 영화이다. 에버하르트 융커스도르프 등이 제작에 참여하였다.
1986년 제36회 베를린 국제 영화제에서 황금곰상과 국제영화비평가연맹상을 받았다.

## 출연
- 한스 크레머
- 홀거 마릭